# Betty de Rothschild
Pour les autres membres de la famille, voir Famille Rothschild.
Betty von Rothschild, baronne de Rothschild, née le 5 juin 1805 à Francfort-sur-le-Main et morte le 1er septembre 1886 à Paris, est une salonnière, mécène et philanthrope.

## Biographie

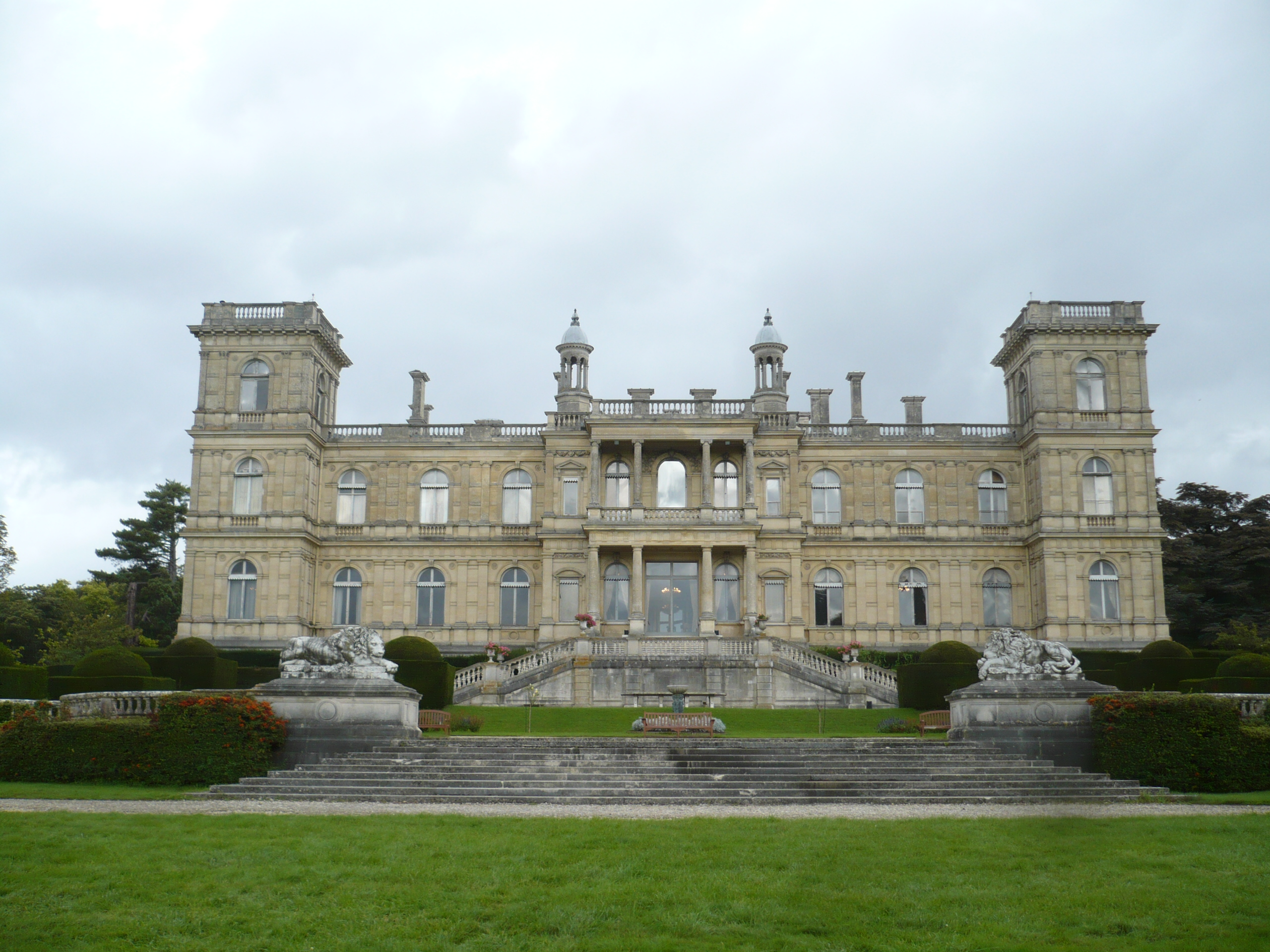
Le château de Ferrières.

Elle est la fille de Salomon Mayer von Rothschild et de Caroline Stern (1782-1854) et est éduquée à Vienne. 
Le 11 juillet 1824, à l'âge de 19 ans, elle épouse James de Rothschild, son oncle.
Elle donne naissance à une fille, Charlotte (1825–1899), puis quatre fils, Alphonse (1827–1905), Gustave (1829–1911), Salomon (1835–1864), Edmond (1845–1934).
Pierre Assouline dans son livre Le Portrait, affirme que Betty, qui fut la protégée de la reine Marie-Amélie, était antirévolutionnaire, anti démocrate, antirépublicaine, et nostalgique de l'Ancien Régime ; elle détestait Napoléon III (op. cit., p 45) et ouvrit à son mari les portes des salons du faubourg Saint-Germain.
Elle-même reçoit, au château de Ferrières,, puis dans leur hôtel particulier au 19 rue d'Artois (actuelle rue Laffitte), quatre fois par semaine avec un bal du samedi soir  où l'on croisait notamment les peintres, écrivains et musiciens célèbres comme Delacroix, Balzac, Berlioz, Rossini, Chopin, Heine, Liszt, Puccini, Meyerbeer, Maurice Schlesinger. 
Pourtant sa mondanité ne l'empêchera pas de rester fidèle à la tradition juive. 
Après la mort de James, elle passe chaque année plusieurs mois à Cannes, où elle crée des fondations et institutions comme à Paris. Elle meurt au château de Boulogne et est enterrée au cimetière du Père-Lachaise (7e division).

## Philanthropie
Le couple de James et Betty s'investit dans des fondations et institutions philanthrophiques, notamment dans le domaine des soins aux malades. C'est ainsi qu'est créé l’hôpital Rothschild, rue Picpus, ouvert en 1852.
La baronne fut particulièrement remarquée pour son mécénat et sa philanthropie. Elle s'est beaucoup investie dans des œuvres de bienfaisance : les dispensaires anti-tuberculeux, les premiers logements sociaux de Paris et les aides apportées à l’Assistance Publique. Le Congrès international des nurses (ICN), qui se tient à Paris, du 18 au 20 juin 1907, fera la visite de ses réalisations dans la capitale.

## Postérité
La Baronne James de Rothschild est un portrait peint par Jean-Auguste-Dominique Ingres, en 1848. En 2007, le tableau est le sujet du roman de Pierre Assouline, Le Portrait. Le tableau fait partie des collections de la famille Rothschild.

## Distinctions
- 1913 : Chevalier de la Légion d'honneur[10].
- 1919 : Officier de la Légion d'honneur.